# Handbollsligan herr

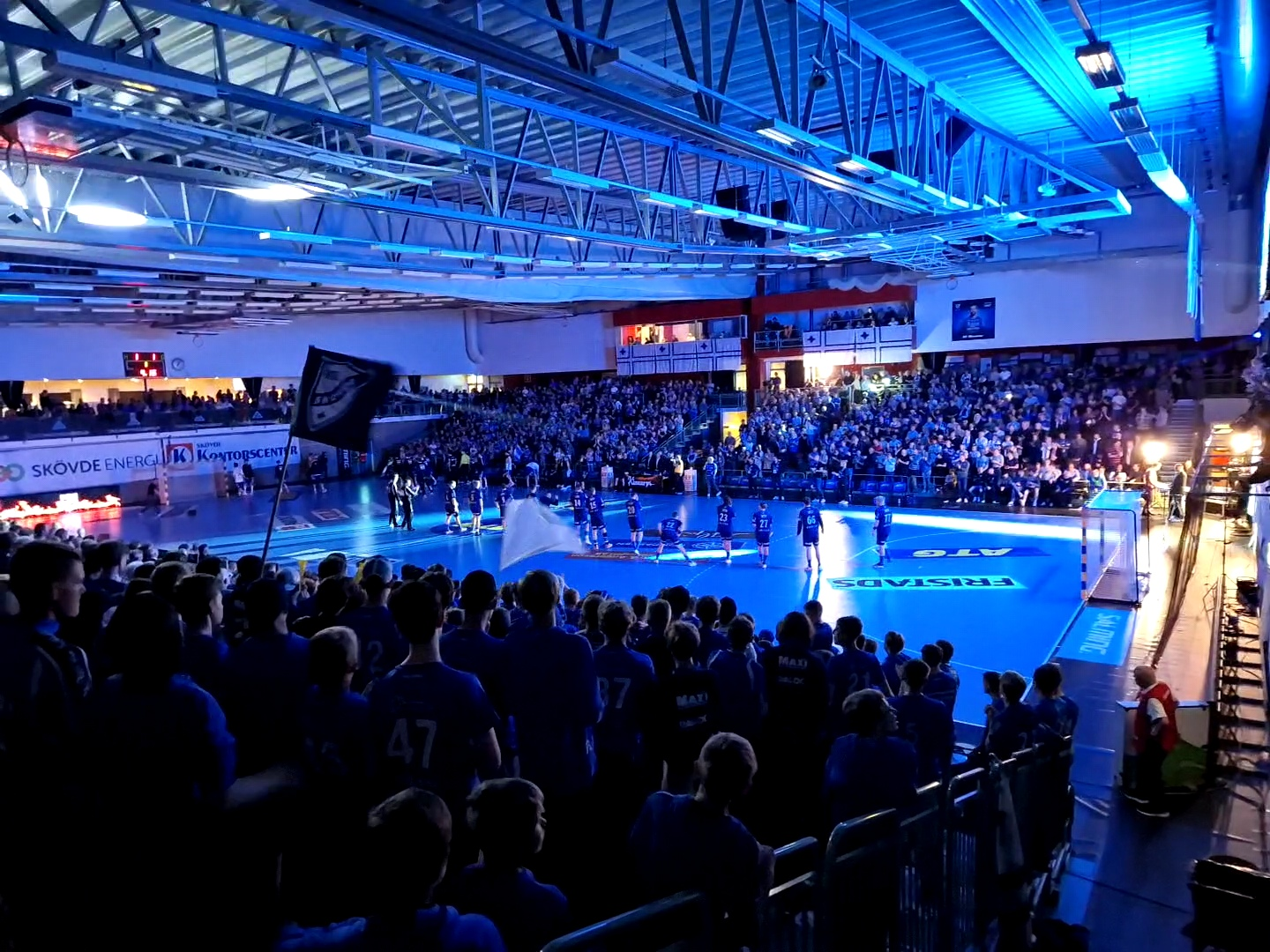
SM-final mellan IFK Skövde och Ystads IF, match tre av fem, 24 maj 2022.

Handbollsligan herr, före detta Allsvenskan (1934–1990), Elitserien (1990–2016) och Handbollsligan (2016-2023), är den högsta serien i handboll för herrar i Sverige. Den första säsongen spelades 1934 och kallades Allsvenskan.

## Historia
På årsmötet 1933 beslöt Svenska Handbollförbundet att genomföra en allsvensk serie i inomhushandboll. Förslaget var att åtta klubbar skulle delta: Redbergslids IK, Majornas IK, SoIK Hellas, Stockholms-Flottan, Karlskrona-Flottan, Karlskrona BK, IFK Örebro och GoIF Fram. De två sistnämnda lagen anmälde sig dock ej utan serien spelades i enkelmöten mellan sex lag. Den 11 november 1934 kl 16 blåste redaktör Gunnar Sternudd i Karlskrona till spel för den första allsvenska matchen inför 1500 begeistrade blekingar som hängde från golv till tak. 300-400 hade fått avvisas. Det var de två Flott-lagen som möttes och efter en minut gjordes det historiska första målet i Allsvenskan av K-Flottans Erik Linder. Matchen vanns av Karlskrona-Flottan med 20-13.
Inledningsvis gjordes i Sverige ett undantag från de internationella reglerna om antalet spelare på plan. På grund av de små hallarna i Sverige spelade lagen bara med sex man på plan (målvakt, högerback, vänsterback, centerforward, högerforward och vänsterforward). I takt med att nya hallar byggdes runt om i landet moderniserades svensk handboll inför säsongen 1939/40 genom att  lagen utökades med an sjätte utespelare (halvback). Samtidigt beslöt handbollsförbundet "att hemmadomare icke skola få skipa rättvisa i matcherna i allsvenska serien" och "att spelarna skola vara numrerade".
1932–1953 spelades Svenska mästerskapet i handboll för herrar i cupform och var oberoende av Allsvenskan.
Inledningsvis var speltiden 2*25 minuter med fem minuters halvtidsvila, men med start säsongen säsongen 1954/1955 utökades speltiden till 2*30 minuter. Detta var inte effektiv speltid, utan man gick på den vanliga klockan. Dock hade domaren rätten att lägga till eller dra ifrån (!) speltid efter eget tycke om det exempelvis varit ett längre spelavbrott.
Svenska mästerskapet och den högsta serien kopplades inte ihop förrän säsongen 1952/1953, då seriesegrarna för första gången officiellt kunde titulera sig Svenska mästare. Från 1953 till avgjordes SM genom att segraren allsvenskan blev svensk mästare fram till 1968 då ett slutspel infördes.
Fram till 1982 benämndes Allsvenskan även som division 1, och den näst högsta var division 2. En ändring gjordes så från och med säsongen 1982/83 den näst högsta serien benämndes division 1.
1990 ändrades seriesystemet och den högsta serien bytte namn till Elitserien från och med säsongen 1990/91. Allsvenskan blev då benämningen på den näst högsta serien, och division 1 den tredje högsta nivån.
2023 ändrades namnet till Handbollsligan herr, samtidigt som damernas högsta serie bytte namn från SHE till Handbollsligan dam. Detta för att samla båda serierna under det gemensamma varumärket Handbollsligan. 

## Spelordning
| Namn           | Från      | Till      | Antal lag | Antal omgångar | Slutspel       | Finalformat                                                             |
| -------------- | --------- | --------- | --------- | -------------- | -------------- | ----------------------------------------------------------------------- |
| Allsvenskan    | 1934/1935 |           | 6         | 5              | Inget slutspel | Inget slutspel                                                          |
| Allsvenskan    | 1935/1936 |           | 8         | 14             | Inget slutspel | Inget slutspel                                                          |
| Allsvenskan    | 1936/1937 |           | 7         | 12             | Inget slutspel | Inget slutspel                                                          |
| Allsvenskan    | 1937/1938 | 1938/1939 | 8         | 14             | Inget slutspel | Inget slutspel                                                          |
| Allsvenskan    | 1939/1940 |           | 7         | 12             | Inget slutspel | Inget slutspel                                                          |
| Allsvenskan    | 1940/1941 |           | 9         | 16             | Inget slutspel | Inget slutspel                                                          |
| Allsvenskan    | 1941/1942 |           | 8         | 14             | Inget slutspel | Inget slutspel                                                          |
| Allsvenskan    | 1942/1943 |           | 9         | 16             | Inget slutspel | Inget slutspel                                                          |
| Allsvenskan    | 1943/1944 | 1966/1967 | 10        | 18             | Inget slutspel | Inget slutspel                                                          |
| Allsvenskan    | 1967/1968 | 1975/1976 | 10        | 18             | 4 lag          | Först till tre poäng.                                                   |
| Allsvenskan    | 1976/1977 | 1982/1983 | 12        | 22             | 4 lag          | Först till tre poäng.                                                   |
| Allsvenskan    | 1983/1984 | 1989/1990 | 12        | 22             | 4 lag          | Bäst av fem matcher.                                                    |
| Elitserien     | 1990/1991 | 1998/1999 | 12        | 22             | 8 lag          | Bäst av fem matcher.                                                    |
| Elitserien     | 1999/2000 | 2001/2002 | 12        | 22             | 8 lag          | Bäst av tre matcher.                                                    |
| Elitserien     | 2002/2003 | 2003/2004 | 12        | 22             | 8 lag          | Bäst av fem matcher.                                                    |
| Elitserien     | 2003/2004 | 2004/2005 | 14        | 26             | 8 lag          | En match på neutral plats (samarrangemang med damhandbollens SM-final). |
| Elitserien     | 2003/2004 | 2009/2010 | 14        | 26             | 8 lag          | En match på neutral plats (samarrangemang med damhandbollens SM-final). |
| Elitserien     | 2010/2011 | 2015/2016 | 14        | 32             | 8 lag          | En match på neutral plats (samarrangemang med damhandbollens SM-final). |
| Handbollsligan | 2016/2017 | 2017/2018 | 14        | 32             | 8 lag          | En match på neutral plats (samarrangemang med damhandbollens SM-final). |
| Handbollsligan | 2018/2019 | 2019/2020 | 14        | 32             | 8 lag          | Bäst av fem matcher.                                                    |
| Handbollsligan | 2020/2021 |           | 14        | 26             | 8 lag          | Bäst av fem matcher.                                                    |

1. ↑  Två matcher spelades utan förlängning eller straffar, där vinst gav två poäng och oavgjort ett poäng. Inledningsvis räknades målskillnaden om lagen hade två poäng var efter två matcher, var målskillnaden lika gick segern till högst placerat lag i serien. Detta ändrades senare till att en tredje match spelades med hemmaplansfördel för högst placerat lag i serien, lika vid full tid där medförde förlängning och ev. straffar.
2. ↑  Säsongen 2020/2021 bestod serien av 15 lag, på grund av att ett lag tog steget upp medan inget lag åkte ner, efter utbrottet av covid-19-pandemin våren 2020.
3. ↑  Ligan var indelad i norrpool och söderpool där lagen möttes en tredje gång, vilket medförde sex extra omgångar.
4. ↑  Säsongen 2014/2015 spelades 30 omgångar, på grund av H43 Lunds konkurs.
5. ↑  Säsongen 2019/2020 spelades 31 omgångar på grund av utbrottet av covid-19-pandemin, våren 2020.
6. ↑  Säsongen 2020/2021 spelades 28 omgångar (rak serie) på grund av att serien bestod av 15 lag, som följd av utbrottet av covid-19-pandemin under slutet av föregående säsong.

Handbollsligan består av fjorton (14) lag som möts i dubbelmöten, totalt 26 ordinarie omgångar där alla möter alla, hemma och borta.
De åtta bästa lagen i Handbollsligan går till slutspelet där det avgörs vilket lag som blir Svensk mästare. Det lag som kommer sist i Handbollsligan blir nedflyttade till Allsvenskan. Lag 11 i Handbollsligan får möta lag 4 i Allsvenskan, lag 12 i Handbollsligan får möta lag 3 i Allsvenskan och lag 13 i Handbollsligan får möta lag 2 i Allsvenskan för att kvala om tre platser i Handbollsligan för nästa säsong. Kvalet avgörs i matchserie i bäst av fem matcher.

### Slutspel
Säsongen 1967/1968 infördes slutspel för att kora vinnare av Svenska mästerskapet (SM).

#### 1990/1991 till och med 1997/1998
Från och med säsongen 1990/1991 deltog de sex främsta lagen i Elitserien i SM-slutspelet. trean och fyran mötte femman och sexan i kvartsfinal och de vinnande lagen i kvartsfinalerna mötte sedan ettan och tvåan i semifinal.

#### 1998/1999 till och med 2002/2003
Säsongerna 1998/1999 till och med 2002/2003 deltog även de två främsta lagen i Allsvenskan.

#### 2003/2004 till och med 2008/2009
Sedan säsongen 2003/2004 deltar de åtta främst placerade lagen i Elitserien i SM-slutspelet.
Slutspelsmatcherna var upplagda enligt följande:
- Herrar: Kvarts- och semifinaler i bäst av 5, samt en final.
- Damer: Kvartsfinaler i bäst av 3, semifinaler i bäst av 5 samt en final.

Ingen match fick sluta oavgjord. Förlängning enligt gällande regler. Slutresultat räknas efter eventuell förlängning och straffkast.
Till kvartsfinalerna valde lag 1-3 i Elitserien motståndare. Lag 1 i Elitserien började välja mellan Elitseriens 5-8. Därefter lag 2 och 3. Lag 4 mötte det kvarvarande laget. Det lag som i serien nådde högsta placeringen spelade hemma i match nr 1, 3 och i en eventuell 5:e match.
Till semifinalerna valde det högst kvarvarande laget (enligt placering i serien) bland de två lägst rankade kvarvarande lagen inför semifinalerna. De lag som i serien nådde högsta placeringen spelar hemma i match nr 1, 3 och i en eventuell 5:e match.
Sedan 2005 avgörs finalen i en enda match.

#### 2009/2010 till och med 2010/11
Inför säsongen 2009/2010 avskaffades kvartsfinalerna. Slutspelet avgjordes istället genom att de åtta främst placerade lagen i Elitserien placerades i två slutspelsgrupper. De två främst placerade lagen i varje slutspelsgrupp gjorde upp i bäst av tre semifinaler och slutligen i en final.

#### 2011/12 till och med 2017/18
Sedan säsongen 2011/2012 spelas återigen kvarts- och semifinaler, båda i bäst av fem matcher. Finalen avgörs fortfarande i en match.

#### Från och med 2018/19
Hela slutspelet inklusive final spelas i matchserier om bäst av fem på både dam- och herrsida

## Publiksiffror i serien
Total publiksiffra och publiksnitt, för respektive säsong av den högsta serien. Slutspel och kval är ej inräknat. Säsongerna 2020/21 och 2021/22 spelades med publikrestriktioner med anledning av Covid-19-pandemin.
| Säsong  | Totalt  | Snitt |         | Säsong  | Totalt  | Snitt   |         | Säsong  | Totalt  | Snitt   |       | Säsong  | Totalt  | Snitt |
| ------- | ------- | ----- | ------- | ------- | ------- | ------- | ------- | ------- | ------- | ------- | ----- | ------- | ------- | ----- |
| 1934/35 | 15 266  | 1 017 | 1959/60 | 125 828 | 1 398   | 1984/85 | 141 301 | 1 070   | 2009/10 |         | 1 458 |         |         |       |
| 1935/36 | 35 726  | 638   | 1960/61 | 158 326 | 1 759   | 1985/86 | 129 824 | 984     | 2010/11 |         | 1 405 |         |         |       |
| 1936/37 | 31 529  | 750   | 1961/62 | 144 213 | 1 602   | 1986/87 | 132 952 | 1 007   | 2011/12 |         | 1 338 |         |         |       |
| 1937/38 | 31 471  | 562   | 1962/63 | 439 495 | 1 549   | 1987/88 | 126 284 | 957     | 2012/13 |         | 1 410 |         |         |       |
| 1938/39 | 34 502  | 616   | 1963/64 | 109 158 | 1 213   | 1988/89 | 134 834 | 1 021   | 2013/14 |         | 1 547 |         |         |       |
| 1939/40 | 67 976  | 1 214 | 1964/65 | 101 912 | 1 132   | 1989/90 | 127 834 | 968     | 2014/15 | 287 182 | 1 450 |         |         |       |
| 1940/41 | 87 556  | 1 216 | 1965/66 | 98 188  | 1 091   | 1990/91 | 139 193 | 916     | 2015/16 | 338 607 | 1 511 |         |         |       |
| 1941/42 | 85 028  | 1 518 | 1966/67 | 86 403  | 960     | 1991/92 | 158 628 | 1 044   | 2016/17 | 342 874 | 1 530 |         |         |       |
| 1942/43 | 119 305 | 1 325 | 1967/68 | 78 740  | 875     | 1992/93 | 144 634 | 952     | 2017/18 | 329 075 | 1 469 |         |         |       |
| 1943/44 | 145 748 | 1 619 | 1968/69 | 103 195 | 1 147   | 1993/94 | 133 053 | 875     | 2018/19 | 326 015 | 1 455 |         |         |       |
| 1944/45 | 136 843 | 1 502 |         | 1969/70 | 117 492 | 1 305   |         | 1994/95 | 141 482 | 931     |       | 2019/20 | 286 542 | 1 320 |
| 1945/46 | 140 181 | 1557  |         | 1970/71 | 139 609 | 1 551   |         | 1995/96 | 126 641 | 833     |       | 2020/21 | 4 076   | 19    |
| 1946/47 | 138 467 | 1 548 |         | 1971/72 | 130 317 | 1 448   |         | 1996/97 | 153 105 | 1 007   |       | 2021/22 | 184 575 | 1 014 |
| 1947/48 | 149 446 | 1 661 |         | 1972/73 | 123 608 | 1 373   |         | 1997/98 | 159 657 | 1 050   |       | 2022/23 | 230 614 | 1 267 |
| 1948/49 | 154 538 | 1 717 |         | 1973/74 | 120 902 | 1 343   |         | 1998/99 | 154 554 | 859     |       | 2023/24 | 242 210 | 1 330 |
| 1949/50 | 140 990 | 1 556 |         | 1974/75 | 122 659 | 1 363   |         | 1999/00 | 162 298 | 1 068   |       | 2024/25 | 229 657 | 1 261 |
| 1950/51 | 136 774 | 1 519 |         | 1975/76 | 112 766 | 1 253   |         | 2000/01 | 198 192 | 1 054   |       |         |         |       |
| 1951/52 | 105 164 | 1 168 |         | 1976/77 | 158 852 | 1 203   |         | 2001/02 | 187 860 | 999     |       |         |         |       |
| 1952/53 | 128 881 | 1 432 |         | 1977/78 | 155 842 | 1 181   |         | 2002/03 | 236 274 | 1 257   |       |         |         |       |
| 1953/54 | 125 975 | 1 399 |         | 1978/79 | 138 728 | 1 051   |         | 2003/04 | 227 893 | 1 252   |       |         |         |       |
| 1954/55 | 141 508 | 1 637 |         | 1979/80 | 127 087 | 963     |         | 2004/05 | 191 760 | 1 054   |       |         |         |       |
| 1955/56 | 119 460 | 1 327 |         | 1980/81 | 142 669 | 1 081   |         | 2005/06 | 188 524 | 1 036   |       |         |         |       |
| 1956/57 | 130 262 | 1 447 |         | 1981/82 | 159 053 | 1 205   |         | 2006/07 | 212 209 | 1 166   |       |         |         |       |
| 1957/58 | 148 005 | 1 644 |         | 1982/83 | 149 006 | 1 129   |         | 2007/08 | 226 397 | 1 244   |       |         |         |       |
| 1958/59 | 157 602 | 1 754 |         | 1983/84 | 130 070 | 985     |         | 2008/09 |         | 1 260   |       |         |         |       |

## Publiksnitt i SM-slutspel
Publiksnitt i slutspel. Slutspelet 2019/2020 ställdes in med anledning av Covid-19-pandemin.
| Säsong    | Slutspel |  | Säsong    | Slutspel |  | Säsong    | Slutspel |
| --------- | -------- |  | --------- | -------- |  | --------- | -------- |
| 2013/2014 | 2 893    |  | 2018/2019 | 2 512    |  | 2023/2024 | 1997     |
| 2014/2015 | 2 850    |  | 2019/2020 | –        |  |           |          |
| 2015/2016 | 2 851    |  | 2020/2021 | 1        |  |           |          |
| 2016/2017 | 2 962    |  | 2021/2022 | 2 161    |  |           |          |
| 2017/2018 | 2 772    |  | 2022/2023 | 2 485    |  |           |          |

## Svenska cuper
Cupen spelades 1967-1971, 1979-1990 och startades upp igen 2021.
Cupen spelades 1996-2001.

## Svenskt deltagande i Europacuperna

### Svensk fördelning av platser
Från och med säsongen 2023/2024 har Sverige fyra platser i de europeiska handbollscuperna efter en ranking som görs om efter klubbresultaten i cuperna tidigare säsonger. Rankingen är separat för respektive cup.
1. EHF Champions League - 0 platser
2. EHF European League - 3 platser
3. EHF European Cup - 1 platser

### EHF Champions League
- Redbergslids IK stod 1959 som slutsegrare av Europacupen (nuvarande EHF Champions League)
- 1957 nådde Örebro SK finalen i Europacupen.

### EHF European League
- 1983 nådde IFK Karlskrona finalen i dåvarande IHF-cupen.

### EHF European Cup
- HK Drott förlorade finalspelet år 1994 mot tyska TUSEM Essen.
- IFK Skövde förlorade finalspelet år 1998 mot tyska TuS Nettelstedt.
- IFK Skövde vann finalspelet år 2004 mot franska Dunkerque HGL.
- IK Sävehof vann finalen år 2014 mot serbiska RK Metaloplastika.
- Ystads IF förlorade finalen 2021 mot grekiska AEK Aten.

### Cupvinnarcupen
Cupen lades ner efter 2012.
- HK Drott nådde finalen 1990
- Redbergslids IK nådde finalen 2003

## Övrigt